# عبد المحسن السهيل
عبد المحسن السهيل (1 يونيو 1959- 19 مايو 2016) ممثل كويتي كانت بدايته من خلال المسرح في منتصف الثمانينات كما شارك في العديد من المسرحيات والمسلسلات التلفزيونية.

## أعماله

### المسلسلات
- 1990 : العائلة
- 1990 : مجنون بأثر رجعي (تمثيلية)
- 1989 : عاد ولكن
- 1988 : مدينة الرياح
- 1987 : على الدنيا السلام (مبروكة ومحظوظة)
- 1986 : صغيرات على الحياة

### المسرحيات
- 1993 : إنتخبوا أم علي
- 1993 : ولعها شعللها
- 1992 : لولاكي 2
- 1990 : أزمة وتعدي
- 1987 : الحسناء والوحش

## حادثة الطائرة المصرية ووفاته
في عام 19 مايو 2016 توفي الممثل عبد المحسن السهيل في حادث الطائرة المصرية المختفية أثناء رحلتها بين باريس والقاهرة.